# Solanderia
Solanderia is een geslacht van neteldieren uit de familie van de Solanderiidae.

## Soorten
- Solanderia dendritica (Fraser, 1938)
- Solanderia ericopsis (Carter, 1873)
- Solanderia fusca (Gray, 1868)
- Solanderia gracilis Duchassaing & Michelin, 1846
- Solanderia misakinensis (Inaba, 1892)
- Solanderia procumbens (Carter, 1873)
- Solanderia secunda (Inaba, 1892)